# Hlin
Hlin er i nordisk mytologi navnet på Friggs sendebud. Hun er asynje og dermed gudinde. Hendes opgave er at trøste, tage imod de sørgendes bønner og overbringe dem til Frigg for at få svar.